# 阿拉套街道
阿拉套街道，是中华人民共和国新疆维吾尔自治区博尔塔拉蒙古自治州阿拉山口市下辖的一个街道办事处。

## 行政区划
阿拉套街道下辖以下地区：
阿拉套社区。